# Porto Rico do Maranhão
Porto Rico do Maranhão är en kommun i Brasilien.   Den ligger i delstaten Maranhão, i den nordöstra delen av landet, 1 600 km norr om huvudstaden Brasília. Antalet invånare är 6 062.
I omgivningarna runt Porto Rico do Maranhão växer i huvudsak städsegrön lövskog. Runt Porto Rico do Maranhão är det ganska glesbefolkat, med 42 invånare per kvadratkilometer.